# Robert Lustig
Robert H. Lustig (sinh năm 1957) là một nhà nội tiết học nhi khoa người Mỹ. Ông là Giáo sư Nhi khoa Khoa Nội tiết học tại trường Đại học California, San Francisco (UCSF), nơi ông chuyên nghiên cứu về nội tiết thần kinh và béo phì ở trẻ em. Ông cũng là người đứng đầu chương trình Theo dõi Cân nặng cho Sức khỏa của Trẻ em và Thanh niên (WATCH) của UCSF, và là chủ tịch và đồng sáng lập của tổ chức phi lợi nhuận, Viện Dinh dưỡng Trách nhiệm (tiếng Anh: Institute for Responsible Nutrition).
Lustig bắt đầu được quan tâm năm 2009 khi một video bài giảng y khoa của ông, "Đường: Sự thật Đắng lòng", trở nên nổi tiếng trên YouTube. Ông là biên tập viên của quyển sách Obesity Before Birth: Maternal and Prenatal Influences on the Offspring (2010), và là tác giả của Fat Chance: Beating the Odds against Sugar, Processed Food, Obesity, and Disease (2013).

## Tiểu sử
Lustig lớn lên tại Brooklyn, New York, và theo học tại Trường Trung học Stuyvesant ở Manhattan. Ông nhận bằng cử nhân tại Viện Công nghệ Massachusetts năm 1976 và bằng Bác sĩ y khoa (tiếng Anh: MD) tại Cao đẳng Y Đại học Cornell năm 1980.
Ông hoàn thành thời gian nội trú của mình tại Bệnh viện Nhi St. Louis năm 1983 và nghiên cứu sinh lâm sàng về nội tiết học nhi khoa ở UCSF năm tiếp theo. Sau đó ông làm việc tại Đại học Rockefeller trong sáu năm với chức vụ nghiên cứu sinh hậu tiến sĩ về nội tiết thần kinh. Trước khi quay về UCSF năm 2001, ông là một giảng viên tại Đại học Tennessee, Memphis, và Đại học Wisconsin-Madison, đồng thời làm việc tại Bệnh viện Nghiên cứu Nhi Khoa St. Jude tại Memphis. Năm 2013 anh hoàn thành bằng Thạc sĩ Khoa Luật (tiếng Anh: Master of Studies in Law) tại Cao đẳng Luật Hastings, Đại học California.
Lustig là tác giả của 105 bài viết và 65 bài đánh giá đã được bình duyệt. Ông là cựu chủ tịch của đội nghiên cứu béo phì của Hội Nội tiết Nhi khoa, thành viên của Hội Nội tiết. Ông kết hôn và có hai người con gái, hiện đang sống tại cùng gia đình tại San Francisco.

## Nghiên cứu
Nghiên cứu của Lustig điều tra mối liên hệ giữa việc tiêu thụ quá nhiều fructose—một thành phần của sucrose (đường ăn), mật ong, trái cây và một số loại củ quả—và sự phát triển hội chứng chuyển hóa. Hội chứng chuyển hóa bao gồm tiểu đường loại 2, huyết áp cao, bệnh tim mạch, bệnh gan nhiễm mỡ không do rượu, béo phì và hiện tượng "TOFI" ("ốm ngoài béo trong").
Lustig cho rằng fructose có thể được tiêu thụ an toàn trong trái cây và rau củ quả là do chúng có hàm lượng chất xơ đi cùng cao. Nhưng ông khẳng định gan bị tổn hại bởi fructose trong đường ăn và sirô ngô nhiều fructose được thêm vào đồ ăn và thức uống (đặc biệt là đồ ăn tiện lợi và nước ngọt có ga), và bởi fructose trong nước trái cây. Quan điểm của ông đó là đường không phải chỉ là calo rỗng; và bác bỏ quan niệm "một calo chỉ là một calo".
Lustig là đồng tác giả của hướng dẫn lượng đường tiêu thụ của Hiệp hội Tim mạch Hoa Kỳ năm 2009, khuyến cáo phụ nữ tiêu thụ không quá 100 calo mỗi ngày từ đường phụ gia và đàn ông không quá 150 calo. Cũng trong năm đó, một bài giảng dài 90 phút của Lustig với tựa đề "Sugar: The Bitter Truth" (Đường: Sự thật Đắng lòng), quay vào tháng 5 năm 2009 cho Truyền hình Đại học California, trở nên nổi tiếng trên YouTube. Đến tháng 8 năm 2020, video đã nhận được hơn 11 triệu lượt xem. Tờ Financial Times đã gọi nó là "giây phút 'thuốc lá' của đường", chỉ quá trình lâu dài về tranh cãi và chính trị xung quanh tác động sức khỏe của thuốc lá.
Tháng 3 năm 2015, Tổ chức Y tế Thế giới khuyến cáo đường tự do chiếm không quá mười phần trăm lượng tiêu thụ mỗi ngày, và tốt nhất là không quá năm phần trăm (khoảng 25 gam).:4

## Chỉ trích
Phát biểu của Lustig về chuyển hóa fructose và tăng cân bị nghi vấn bởi một đánh giá nghiên cứu lâm sàng về béo phì và hội chứng chuyển hóa bởi John Sievenpiper.

## Công trình
Sách
- Lustig, Robert H, biên tập (2011). "Obesity Before Birth: Maternal and prenatal influences on the offspring". Endocrine Updates. Boston, MA: Springer US. doi:10.1007/978-1-4419-7034-3. ISBN 978-1-4419-7033-6. ISSN 1566-0729.
- Lustig, Robert (2013). Fat Chance: Beating the Odds Against Sugar, Processed Food, Obesity, and Disease. New York, New York: Hudson Street Press. ISBN 0-14-218043-2. OCLC 792880232.
- Lustig, Robert (2013). Sugar Has 56 Names: A Shopper's Guide. New York, New York: Hudson Street Press. ISBN 978-0-698-14431-6. OCLC 858941432.
- Lustig, Robert (2014). The Fat Chance Cookbook: More Than 100 Recipes Ready in Under 30 Minutes to Help You Lose the Sugar and the Weight. New York: Plume/Penguin Group. ISBN 978-0-14-218164-5. OCLC 898877806.
- Lustig, Robert (2017). The Hacking of the American Mind: The Science Behind the Corporate Takeover of Our Bodies and Brains. New York, New York: Avery. ISBN 978-1-101-98294-5. OCLC 971913134.

Bài viết
- Weiss, R; Bremer, AA; Lustig, RH (2013). "What is metabolic syndrome, and why are children getting it?". Ann. N. Y. Acad. Sci. Quyển 1281. tr. 123–40. doi:10.1111/nyas.12030. PMC 3715098. PMID 23356701.